# Višestanični organizmi
Živi svijet može se dijeliti i prema složenosti građe određenog organizma. Tako višestaničnim organizmima nazivamo one koji su građeni od više stanica, no postoje i organizmi čija građa je samo jedna stanica, tzv. jednostanični organizmi.
U skupini višestaničnih organizama su životinje (Animalia), biljke (Plantae) i gljive (Fungi). I neki prokarioti (npr. plave alge iz roda Spirulina su višestanične).
Podjela na jednostanične i višestanične organizme ima – osim kod životinja – samo opisno značenje. Pojam ne govori ništa o srodničkim odnosima između organizama, njihovom načinu života ili unutrašnjoj građi i razmjeni materije. U životinjskom carstvu su mnogostanične životinje (Metazoa) obuhvaćene u jednom taksonu i vjerojatno su monofilijska skupina.
Kod algi i gljiva mogu se naći brojni srodni oblici između jedno- i/ili višestaničnih organizama.
Ova podjela nije primjenjiva u skupini Eumycetozoa gdje su organizmi građeni od velikih ameboidnih stanica koje imaju veći broj staničnih jezgri, i dijele se, ponovo spajaju i čak se tako reorganiziraju da mogu izgraditi rasplodne organe (Karposoma) slično kao neke višestanične gljive.
Većina višestaničnih organizama tvore staničnom diferencijacijom podjelu tijela, naročito spolnih stanica, koje služi razmnožavanju (somatske stanice). Objedinjavanje stanica, gdje se stanice spajaju ali uglavnom i dalje imaju odvojenu razmjenu materije i ne izgrađuju posebne oblike razmnožavanja, naziva se kolonijama.
U uobičajenom slučaju, višestaničnost se povezuje s fenomenom besmrtnosti, ako se izuzmu vanjski utjecaji. Jednostanični organizmi se jednostavno dijele. Suprotno tome, kod višestaničnih organizama besmrtne su samo spolne stanice, dok ostale imaju samo ograničen životni vijek.